# Persebaya Surabaya
Persatuan Sepakbola Surabaya indonezijski je nogometni klub iz Surabaye, Istočna Java. Trenutačno se natječe u Ligi 1. Svoje domaće utakmice igra na Stadionu Gelora Bung Tomo čiji kapacitet iznosi 46.808.
Dana 1. listopada 2022. klub je igrao ligašku utakmicu na Stadionu Kanjuruhan s Aremom koja je izgubila 2:3. Nakon utakmice izbili su neredi zboj kojih je poginula 131 osoba. To je bila treća najveća nogometna katastrofa u povijesti.